# Metopobactrus falcifrons
Metopobactrus falcifrons är en spindelart som beskrevs av Simon 1884. Metopobactrus falcifrons ingår i släktet Metopobactrus och familjen täckvävarspindlar.
Artens utbredningsområde är Frankrike. Inga underarter finns listade i Catalogue of Life.